# Mântuitorul (film)
 Mântuitorul  (titlu original: Izbavitelj) este un film fantastic de groază croat (iugoslav) din 1976 regizat de Krsto Papić.  Rolurile principale au fost interpretate de actorii Ivica Vidović și Mirjana Majurec. Scenariul este scris de Ivo Brešan  pe baza unei povestiri de Alexander Grin. Este unul dintre primele filme științifico-fantastice croate, fiind urmat de Vizitatorii din galaxia Arkana în 1981. Este considerat unul dintre cele mai bune filme croate realizate vreodată. Filmul a fost contribuția iugoslavă la cursa pentru a 49-a ediție a Premiilor Academiei Oscar 1977 pentru cel mai bun film străin, dar nu a fost nominalizat.

## Prezentare
Filmul are loc în Cehoslovacia după primul război mondial în 1925: există un șomaj mare și extremiști politici care atrag adepți numeroși. Profesorul Boskovic, șomer, află întâmplător  dintr-o carte veche despre existența unei specii de șobolani supranaturali care posedă abilitatea de a se transforma în oameni. Aceștia se folosesc de oameni, s-au îmbogățit și se prefac că sunt umani. Un șobolanul gigant îi conduce și dorește dominația mondială, de aceea infiltrează societatea cu adepții săi. Împreună cu un tânăr scriitor și cu fiica sa, profesorul luptă împotriva acestuia. Tânărul scriitor, care s-a îndrăgostit de fiica profesorului, descoperă un eveniment secret și scapă de acuzațiile șobolanului gigant în ultima secundă. Deoarece consiliul municipal este deja strict sub controlul oamenilor-șobolani, cei trei continuă lupta împotriva rozătoarelor: profesorul a dezvoltat un spray anti-șobolan. Când este ucis, scriitorul își încheie lucrarea și, în cele din urmă, câștigă.

## Distribuție
- Ivica Vidović – Ivan Gajski
- Mirjana Majurec – Sonja Bošković
- Fabijan Šovagović – Profesor Martin Bošković
- Relja Bašić – Primar
- Ilija Ivezić – Șeful poliției

## Producție
Filmul a fost realizat de regizorul croat Krsto Papić în 1976 la studioul Jadran Film. Krsto Papić a mai regizat apoi filmul Tajna Nikole Tesle în 1980.

## Lansare și primire
În 1982, la festivalul cinematografic Fantasporto din Porto, Portugalia, filmul a primit premiul principal pentru cel mai bun film de lung metraj (primul premiu de acest gen). A câștigat primul premiu al Festivalului International de Science Fiction de la Trieste în 1977. Filmul a fost contribuția iugoslavă la cursa pentru a 49-a ediție a Premiilor Academiei Oscar 1977 pentru cel mai bun film străin, dar nu a fost nominalizat.
În 1999, un sondaj de critici de film croați l-a considerat unul dintre cele mai bune filme croate realizate vreodată. Lexiconul german al filmelor internaționale afirmă că "Filmul croat premiat folosește ingredientele genului cu o îndemânare rară. În poveste pot fi observate reflecții politice asupra luptei dintre bine și rău și despre natura fascismului, care amenință să iasă din nou la lumină în vremuri de criză".
Filmul a fost refăcut de Krsto Papić în 2003, ca Infekcija.